# Soudal Classics 2018-2019
De Soudal Classics 2018-2019 was het 10e seizoen van een serie overkoepelende wedstrijden in het veldrijden. In de Soudal Classics werden er geen punten gegeven, noch was er een algemeen klassement of algehele eindwinnaar. 

## Erelijst

### Mannen
| Datum      | Wedstrijd                   | Cat. | Eerste               | Tweede                 | Derde              |
| ---------- | --------------------------- | ---- | -------------------- | ---------------------- | ------------------ |
| 27/10/2018 | Grote Prijs Neerpelt        | C2   | Laurens Sweeck       | Marcel Meisen          | David van der Poel |
| 01/12/2018 | GP van Hasselt              | C2   | Kevin Pauwels        | Jens Adams             | Eli Iserbyt        |
| 22/12/2018 | Waaslandcross, Sint-Niklaas | C2   | Mathieu van der Poel | Quinten Hermans        | Tom Meeusen        |
| 23/12/2018 | Citadelcross, Namen         | CDM  | Mathieu van der Poel | Wout van Aert          | Toon Aerts         |
| 20/02/2019 | Cyclocross Masters, Waregem | –    | Toon Aerts           | Michael Vanthourenhout | Laurens Sweeck     |
| 23/02/2019 | Cyclocross Leuven           | C2   | Toon Aerts           | Tom Meeusen            | Lars van der Haar  |

### Vrouwen
| Datum      | Wedstrijd                   | Cat. | Eerste         | Tweede                     | Derde             |
| ---------- | --------------------------- | ---- | -------------- | -------------------------- | ----------------- |
| 27/10/2018 | Grote Prijs Neerpelt        | C2   | Denise Betsema | Ceylin del Carmen Alvarado | Laura Verdonschot |
| 01/12/2018 | GP van Hasselt              | C2   | Ellen Van Loy  | Denise Betsema             | Sanne Cant        |
| 22/12/2018 | Waaslandcross, Sint-Niklaas | C2   | Sanne Cant     | Loes Sels                  | Katherine Compton |
| 23/12/2018 | Citadelcross, Namen         | CDM  | Lucinda Brand  | Marianne Vos               | Annemarie Worst   |
| 20/02/2019 | Cyclocross Masters, Waregem | –    | Helen Wyman    | Alice Maria Arzuffi        | Ellen Van Loy     |
| 23/02/2019 | Cyclocross Leuven           | C2   | Denise Betsema | Loes Sels                  | Annemarie Worst   |

Kampioenschappen:  Wereldkampioenschappen ·
 Europese kampioenschappen ·
 Belgische kampioenschappen ·
 Nederlandse kampioenschappen
Klassementen:  Wereldbeker ·
 Superprestige ·
 DVV Verzekeringen/IJsboerke Trofee ·
 EKZ CrossTour ·
 TOI TOI Cup ·
 Coupe de France ·
 New England Series ·
 Copa de España
Overig:  Brico Cross ·
 Soudal Classics
Geen UCI-cat.:  Giro d'Italia Ciclocross
2009-2010 · 
2010-2011 · 
2011-2012 · 
2012-2013 · 
2013-2014 · 
2014-2015 · 
2015-2016 · 
2016-2017 · 
2017-2018 ·
2018-2019 · 
2019-2020